# HTTP 리퍼러
HTTP 리퍼러(HTTP referer)는 웹 브라우저로 월드 와이드 웹을 서핑할 때, 하이퍼링크를 통해서 각각의 사이트로 방문시 남는 흔적을 말한다.
예를 들어 A라는 웹 페이지에 B 사이트로 이동하는 하이퍼링크가 존재한다고 하자. 이때 웹 사이트 이용자가 이 하이퍼링크를 클릭하게 되면 웹 브라우저에서 B 사이트로 참조 주소(리퍼러)를 전송하게 된다. B 사이트의 관리자는 이 전송된 리퍼러를 보고 방문객이 A 사이트를 통해 자신의 사이트에 방문한 사실을 알 수 있다.
웹 사이트의 서버 관리자가 사이트 방문객이 어떤 경로로 자신의 사이트에 방문했는지 알아볼 때 유용하게 사용된다.
하지만, 리퍼러는 조작또한 가능하기 때문에 리퍼러 정보를 사용할 때에는 보안에 항상 주의해야 한다.
한편, HTTP 리퍼러를 정의한 RFC에서 'referrer'를 'referer'라고 잘못 친 것에서 기인하여 HTTP 리퍼러는 'HTTP referer'라고 불린다.